# Gynoplistia trifasciata
Gynoplistia trifasciata là một loài ruồi trong họ Limoniidae. Chúng phân bố ở miền Australasia.